# Hall des Sports de la C.E.T.
Le Hall des Sports de la C.E.T. est un hall omnisports situé à Tournai, dans la province de Hainaut, où évolue l'EHC Tournai club de première division national.

## Événements
- 2009 : Dernière journée du Pro B (basket-ball), ASC Denain Voltaire-Orchésien BC[2].
- 2013 : Final four de la coupe de Belgique de handball.
- 2013 : Rencontre amicale de handball : Belgique-Luxembourg.
- 2013 : Rencontre Belgique-Irlande en match de préqualification pour l'Euro 2016 de handball.

## Liste des équipes sportives
- Handball : EHC Tournai